# アンドリュー・ジェニングス
アンドリュー・ジェニングス (英語: Andrew Jennings 1943年9月3日 - 2022年1月8日) は英国出身の調査報道ジャーナリストである。
IOCとFIFAの汚職について調査し、記録した仕事でよく知られている。徹底した取材と生々しい描写でも知られていた。

## 来歴
スコットランドで生まれ、子供の時にイングランドのロンドンに移住した。レイトン・オリエントの前身クラブであるクラプトン・オリエントの所属選手の孫である。ハル大学で学び、1960年代後半に『サンデー・タイムズ』のインサイトチームで働いた。それから、BBCラジオ４のCheckpointにて調査報道ジャーナリストになる以前に他の英国の新聞社で働いた。1986年に、BBCはスコットランド警察で起きた汚職に関する彼のドキュメンタリーを放送することを拒んだ。辞職後、最初の著書Scotland Yard's Cocaine Connectionを出し、その作品は『ワールドインアクション』で放送された。
2022年1月8日、病気のため急死。78歳没。

### 『パノラマ』への出演
最近の時事的な出来事を扱うドキュメンタリー番組である『パノラマ』にジェニングスが初めて登場した回は2006年の６月であった。FIFAの会長であるゼップ・ブラッターが保身のための獲得票購入や、CONCACAFの会長であるジャック・ワーナーへの収賄、スポーツマーケティング会社のISLの中枢とされる販売権を確保するために行われた100万の収賄を含むFIFAに関するいくつかの収賄の申し立てを調査し、その結果が放送された。副題は、"The Beautiful Bung: Corruption and the World Cup"であった。続けて、以前にオリンピック出場経験のあるイギリス人のセバスティアン・コーとFIFA倫理委員会の関係性を調査した"FIFA and Coe"というタイトルのエピソードが2007年10月に放送された。

#### FIFA's Dirty Secrets
最も名を博した番組は2010年11月29日初放送の"FIFA's Dirty Secrets"であった。2018年FIFAワールドカップのホスト国へ投票しようとするFIFAの重役らが汚職を行ったという主張について調査をする30分番組であった。サッカー組織の世界的な統括をするFIFAの汚職への申し立てを調べた。彼はブラジルサッカー連盟と2014年ワールドカップ組織委員会代表のリカルド・テイシェイラ、南米サッカー連盟の代表であるパラグアイ人のニコラス・リオス、アフリカサッカー連盟の代表であるカメルーン出身のイッサ・ハヤトゥの全員がテレビマーケティング会社から賄賂を受け取ったと主張した。
FIFAの副代表であったハヤトゥは、計画に関する全ての告発を否定し、話題に挙げられた資金は、実際はアフリカサッカー連盟に支払われたと主張した。ハヤトゥは、ドキュメンタリーを制作したかどでBBCを告訴しようとした。
そのドキュメンタリーは、2018年FIFAワールドカップと2022年FIFAワールドカップの招致結果が発表されるわずか3日前に放送された。2018年FIFAワールドカップで、イングランドがホスト国になる機会を逸したと心配になる人や、BBCの非愛国主義的な面を訴える人もいたが、BBCは番組で行った主張を擁護した。ロシアが最終的に2018年FIFAワールドカップのホスト国になる権利を勝ち取り、2022年FIFAワールドカップのカタールでの開催が決定的となった。結果が出て、イングランドが敗北後、そのドキュメンタリーが大きな要因になったかどうかという疑問が生じた。番組は視聴者から51の苦情を受けた。2015年12月に、BBCの『パノラマ』のために『FIFAのセップ・ブラッターと私』という題で、FIFAへ調査の概要を送った。

## 著書
- Scotland Yard's Cocaine Connection 1989 ISBN 978-0-224-02521-8
- The Lords of the Rings: Power, Money and Drugs in the Modern Olympics, 1992 ISBN 0-671-71122-9
- The New Lords of the Rings, 1996 ISBN 0-671-85571-9
- The Great Olympic Swindle, 2000 ISBN 978-0-684-86677-2
- FOUL! The Secret World of FIFA: Bribes, Vote-Rigging and Ticket Scandals, 2006[18]
- Omertà: Sepp Blatter's FIFA Organised Crime Family, 2014.[19]
- The Dirty Game: Uncovering the Scandal at FIFA, 2015 ISBN 978-1780895420（『FIFA 腐敗の全内幕』木村博江訳、文藝春秋、2015[20]）

## 受賞
- Gerlev Prize、1998（「スポーツにおける言論の自由と民主主義への貢献により」）[21]
- Honorary Life Member of American Swimming Coaches Association、1996[21]
- Olympic Advocates Together Honorablyによる第1回"Integrity in Journalism"賞、1999[21]
- The Play the Game Award、2011（Jens Weinreichと共同受賞）
- Royal Television Society Award、2000（チャンネル4でのオリンピックにおける腐敗に関する取材により）[21]
- ニューヨークテレビフェスティバル最優秀国際ドキュメンタリー賞、1992[21]